# Nárameč
Nárameč (německy Narametsch, starší názvy Naramcz, Narancz) je obec v okrese Třebíč v Kraji Vysočina. Od Třebíče je obec vzdálena asi devět kilometrů severovýchodně. Žije zde 348 obyvatel. Obec se nachází na severním okraji Třebíčské kotliny.
V katastru obce se nachází osada Topol s lihovarem a usedlost Obora s penzionem Pohoda a přilehlým dějištěm tanečních zábav Dubí. Ve směru na Valdíkov se nachází samota Mlýnek a směrem k silnici II/360 nalezneme Nový Dvůr - dnes již klasicky obydlenou část Náramče, kde dříve hospodařilo družstvo.
Obec má školku, nemá však školu – děti dojíždí do přilehlé obce Budišov.
Sousedními obcemi sídla jsou Valdíkov, Budišov, Hodov, Rudíkov a Trnava.

## Název
Jméno vesnice bylo odvozeno od osobního jména Náramek totožného s obecným náramek (staročeská osobní jména podle částí oděvu nebyla ve staročeštině neobvyklá, např. Pentlík, Rúbenie, Sponka). Význam místního jména byl "Náramkův majetek".

## Geografie
Ze západu na východ přes území obce prochází silnice II/390 ze silnice II/360 do Budišova, z ní pak jižně vychází silnice vedoucí do Valdíkova. Ze zastavěného území obce vychází užitkové silnice jižně a pak východně do Valdíkova, východně k silnici do Valdíkova a k bývalému lihovaru a samotě Topol, západně vede užitková silnice k osadě Doubrava a dál ke Spálenému Dvoru, severně pak vede užitková silnice do Hodova. Ze západu na východ pak prochází cyklostezka 5106, ze severu k jihu a východu vedou cyklostezky 5109 a 5112. Přes území obce vedou zelená a modrá turistická stezka. 
Velká část území obce je využívána zemědělsky, části jsou však zalesněné, více je zalesněná severní část území obce u hranic s Hodovem, jižní část je zalesněna jen v těsné blízkosti obce a pak v údolí potoka Březinka, na východním okraji zastavěného území obce se nachází sad vysázený kolem roku 2010. Na severním okraji zastavěného území obce se nachází areál bývalého JZD, u sadu se pak nachází někdejší lihovar. 
Část západní hranice území obce tvoří potok Březinka, ten pramení několik km západně od obce a dále pokračuje jižně a po několika kilometrech ústí v Trnavě do Klapovského potoka. Březinka je napájena i nepojmenovaným potokem, který pramení na západním okraji území obce. Západně od obce pramení nepojmenovaný potok, který protéká novými rybníky u osady Nový Dvůr, dále pak u zastavěného území obce rybníky Gbeláček a Gbel, kde se spojuje s Mlýnským potokem, z Gbelu pak vytéká i další potok, ne kterém v bezprostřední blízkosti je rybník Klenek a dále pak rybník Jaša, z těchto rybníků pak odtékají další potoky, které se o kus dále také stékají do Mlýnského potoka. Mlýnský potok pramení asi 300 metrů od severozápadního okraje území obce, protéká přes rybník Heradka těsně za hranicemi území obce a pak teče jižně podél hranice území obce, přes Hodovský rybník, Perný rybník a Podstránský rybník do rybníka Gbel, následně pak dále na východ, kde těsně za hranicemi obce protéká rybníky Podhájek a Valdíkovský rybník a pak se asi po deseti kilometrech vlévá u Vladislavi do Jihlavy. Západně od hranic území obce pramení v Rudíkově nepojmenovaný potok, který pak teče západně téměř podél toku Mlýnského potoka, protéká nepojmenovaným rybníkem u hranic obce, pak protéká podél Perného rybníka a s Mlýnským potokem se spojuje v Podstránském rybníku. Do Mlýnského potoka se pak vlévá několik potůčků zvláště v oblasti u Perného rybníka, tam je také menší bažinatá oblast a nedaleko se nachází Anežčina studánka. U východního okraje území obce se nachází u silnice Silniční rybník, z něj pak jižně vytéká nepojmenovaný potok, který protéká rybníkem Stračínek a pak se u lihovaru vlévá do Mlýnského potoka, do Stračínka pak přitékají vody několika potoků z východní strany. 
Nadmořská výška obce se pohybuje cca mezi 450 a 500 metry nad mořem, krajina okolo Náramče je mírně zvlněná, jak je v Přírodním parku Třebíčsko obvyklé, na území obce se nachází několik nevýrazných vrcholků. 
Zastavěné území obce se nachází prakticky přesně uprostřed území obce, je pomyslně rozděleno dvěma velkými rybníky na starší a novější část obce. Několik desítek metrů severně od zastavěného území obce se nachází areál dřívějšího JZD, cca 300 metrů východně pak samota Topol, která sloužila jako někdejší lihovar. U silnice do Valdíkova na východním okraji území obce se nachází samota. Na západním okraji území obce se nachází Nový Dvůr s rybníky a ohrazenou oborou, severněji pak také někdejší samota Obora, který byla změněna v restauraci s ubytováním. U Podstránského rybníka se nachází chaty a tzv. oblast pro konání vesnických zábav. 
U Podstránského rybníka se nachází památné stromy Duby u Náramče, východní část území obce se nachází v Přírodním parku Třebíčsko, část jeho hranice je i hranicí území obce.

## Historie
První písemná zmínka o obci se nachází ve falzu z 12. století a hlásí se k roku 1104 (Naramce), kdy si knížata Oldřich a Litold rozdělili Brněnsko. Ti pozvali do tohoto kraje tzv. Černé bratry (řehole svatého Benedikta). Těm připadl jak třebíčský klášter tak i přilehlé obce a dědiny (i Nárameč). Na základě tohoto byla v roce 1104 vydána listina.
V roce 1349 byla obec zakoupena Mikulášem a Peškem z Náramče (in villis Naramcz et Unyn) a v roce 1370 patřila vesnice Mikulášovi z Trmačova, ten pak v roce 1373 prodal vesnici Bohuškovi z Vanče. Ten snad vybudoval v obci kamennou tvrz, která sloužila později jako sídlo vladyků. Později obec převzal Bušek z Náramče, po jehož smrti vymřel rod z Náramče. V roce 1410 pak získali Nárameč bratři Mikuláš a Zbyněk ze Stichovic, později pak Zbyněk prodal Mikulášovi Rudíkov a sám si ponechal Nárameč. V roce 1466 pak získal Nárameč Jan Konšelský z Jinošova, po němž ji pak zdědil jeho syn, který Nárameč značně zadlužil. V roce 1475 pak zakoupil Nárameč Tomáš z Kojičína, ten přikoupil roku 1493 i Jinošov. V roce 1490 však prodal Nárameč bratrům Mrakšovi, Janovi a Petrovi z Noskova a Nárameč se tak stala součástí budišovského panství.
V roce 1468 procházela krajem vojska Matyáše Korvína, bylo proto stavěno mnoho ochranných tvrzí a zdí – mezi nimi i náramečská tvrz. Budišovské panství patřilo pánům z Noskova až do roku 1560, kdy je prodal Jiří z Noskova Janovi Martinkovskému z Rozseče, ten pak roku 1572 prodal panství Václavovi Berkovi z Dubé. Berkům z Dubé patřil Budišov až do roku 1644, kdy Matěj Ferdinand František hrabě Berka z Dubé náhle bezdětný zemřel a Budišov tak zdědila jeho matka Františka Berchtovna z Fürstenberka a ta roku 1645 odkázala Budišov svému synovci Bedřichovi Rudolfovi z Fürstenberka. Fürstenberkové však po soudních přích byly roku 1710 donuceni navrátit Budišov Rozalii Kinské rozené Berkovně z Dubé, po ní pak dědictvím nabyl Budišov Václav Albrecht z Vrbna-Bruntálu. Ten pak roku 1715 prodal Budišov Anně z Paaru, v roce 1768 zaměnili Paarové Budišov za Kardašovu Řečici a novým majitel se stal baron Jungwirth. V roce 1764 Jungwirthovi prodali Budišov Jáchymovi Stettenhofenovi, jeho dcera si vzala Vincence Barattu, v roce 1883 se stal majitelem panství Richard Baratta Dragono.
V 16. století pak náramečská tvrz spustla a později ji získali hrabata z Fürstenberka, kteří tvrz prodali rodině Tůmových, v jejichž vlastnictví je dosud.
V roce 1874 byla dokončena stavba náramečské školy, v tomto roce se také Nárameč osamostatnila od Budišova a zvolila si vlastní zastupitelstvo a starostu. V roce 1892 bylo v Náramči ukončeno mlynářské řemeslo zrušením mlýna, který byl v obci od roku 1762. V roce 1904 byl v obci založen Sbor dobrovolných hasičů a Národní jednota a v roce 1909 byla postavena nová škola uprostřed obce (v patře byly dvě třídy, kabinet, v přízemí byl byt správce školy a učitele a další třída). V roce 1921 byl před školou postaven pomník vojákům obce padlým za první světové války, o šest let později proběhla v obci elektrifikace a v roce 1943 byla Nárameč spojena telefonní linkou a s budišovskou poštou.
Roku 1948 byl zřízen místní rozhlas. V roce 1952 bylo zřízeno JZD, to pak bylo roku 1975 sloučeno s JZD v Budišově, Kamenné, Studnicích, Rohách a Hodově. Roku 1968 pak byla zahájena stavba kulturního domu, který byl dokončen v roce 1972. V roce 1978 byla zrušena škola v Náramči. Roku 1997 byl v obci rozveden telefon a v roce 2000 bylo dokončena víceúčelové hřiště a také obec získala právo používat znak a prapor. V roce 2001 byla obec plynofikována a v roce 2002 byl dokončen rozvod vodovodu. V roce 2021 byly prodány zasíťované pozemky pro stavbu nových domů na území vesnice.

## Obyvatelstvo
| Rok            | 1869 | 1880 | 1890 | 1900 | 1910 | 1921 | 1930 | 1950 | 1961 | 1970 | 1980 | 1991 | 2001 | 2011 | 2021 |
| -------------- | ---- | ---- | ---- | ---- | ---- | ---- | ---- | ---- | ---- | ---- | ---- | ---- | ---- | ---- | ---- |
| Počet obyvatel | 407  | 419  | 451  | 447  | 461  | 453  | 379  | 386  | 410  | 390  | 390  | 367  | 362  | 335  | 340  |
| Počet domů     | 53   | 57   | 58   | 63   | 66   | 68   | 74   | 91   | 94   | 96   | 101  | 120  | 124  | 132  | 138  |

## Obecní správa
Do roku 1849 patřila Nárameč do budišovského panství, od roku 1850 patřila do okresu Jihlava, pak od roku 1855 do okresu Třebíč. Mezi lety 1850 a 1874 patřila Nárameč pod Budišov a mezi lety 1980 a 1990 byla obec začleněna opět pod Budišov, následně se obec osamostatnila. Od roku 1964 byla součástí Náramče vesnice Valdíkov.

### Symbolika
Jsou známy dvě náramečské pečetě. První, která má po obvodu nápis „PECET DIEDINI NARAMECZ“ nemá letopočet. Je na ní vyobrazena věž s prolomenou bránou, dvěma okny a stínkami. Z věže vyrůstá strom (stejně jako na znaku) a na každé straně je květina. Na té druhé je zvonička a dřevěný kříž. Po obvodu je nápis „1772 PEČEŤ POČEST. OBCE NÁRAMECKÉ.“

### Obecní symboly
Znak a vlajka byly obci uděleny rozhodnutím předsedy Poslanecké sněmovny Parlamentu České republiky dne 27. března 2000.
Znak Náramče vychází z první pečetě – je na ní věž, z jejíhož cimbuří vyrůstá strom (nejspíše znázorňuje živou současnost a budoucnosti (rostoucí strom), vyrůstající z minulosti (věž). V místě brány se nachází uťatá ruka, která byla znakem vladyků z Náramče, kteří obec vlastnili ve 14. a 15. století.

## Politika
Po komunálních volbách roku 2006 byla starostkou zvolena Ing. Ludmila Jelínková.

### Volby do Poslanecké sněmovny
|       | 2006                | 2010                | 2013                | 2017                | 2021                |
| ----- | ------------------- | ------------------- | ------------------- | ------------------- | ------------------- |
| 1.    | ČSSD (46,0 %)       | ČSSD (30,81 %)      | ČSSD (20,78 %)      | ANO (30,76 %)       | ANO (31,21 %)       |
| 2.    | KDU-ČSL (19,5 %)    | VV (15,13 %)        | KDU-ČSL (17,97 %)   | ODS (12,42 %)       | SPOLU (25,85 %)     |
| 3.    | ODS (12,0 %)        | KSČM (12,43 %)      | ANO 2011 (17,97 %)  | ČSSD (11,24 %)      | SPD (13,17 %)       |
| účast | 68,03 % (200 z 294) | 62,29 % (185 z 297) | 60,81 % (180 z 296) | 61,07 % (171 z 280) | 71,18 % (205 z 288) |

### Volby do krajského zastupitelstva
|      | 1.                 | 2.                    | 3.                       | účast               |
| ---- | ------------------ | --------------------- | ------------------------ | ------------------- |
| 2000 | 4KOALICE (44,59 %) | SNK (18,91 %)         | ČSSD (10,81 %)           | 25,58 % (77 z 301)  |
| 2004 | KDU-ČSL (30,76 %)  | ČSSD (21,97 %)        | KSČM (16,48 %)           | 30,96 % (91 z 294)  |
| 2008 | ČSSD (50 %)        | KSČM (14,28 %)        | KDU-ČSL (9,52 %)         | 42,86 % (126 z 294) |
| 2012 | ČSSD (31,42 %)     | Pro Vysočinu (20 %)   | KSČM (18,09 %)           | 37,41 % (110 z 294) |
| 2016 | KDU-ČSL (20,95 %)  | ČSSD (20 %)           | ANO 2011 (16,19 %)       | 36,84 % (105 z 285) |
| 2020 | ANO (28,57 %)      | KDU-ČSL (13,33 %)     | Piráti (11,42 %)         | 37,37 % (105 z 281) |
| 2024 | ANO (40,4 %)       | STAN+SNK ED (13,13 %) | ODS+TOP 09+STO (11,11 %) | 35,34 % (99 z 283)  |

### Prezidentské volby
V prvním kole prezidentských voleb v roce 2013 první místo obsadil Miloš Zeman (74 hlasů), druhé místo obsadil Jan Fischer (32 hlasů) a třetí místo obsadil Karel Schwarzenberg (27 hlasů). Volební účast byla 66,22 %, tj. 196 ze 296 oprávněných voličů. V druhém kole prezidentských voleb v roce 2013 první místo obsadil Miloš Zeman (142 hlasů) a druhé místo obsadil Karel Schwarzenberg (49 hlasů). Volební účast byla 65,08 %, tj. 192 ze 295 oprávněných voličů.
V prvním kole prezidentských voleb v roce 2018 první místo obsadil Miloš Zeman (95 hlasů), druhé místo obsadil Jiří Drahoš (43 hlasů) a třetí místo obsadil Marek Hilšer (16 hlasů). Volební účast byla 69,26 %, tj. 196 ze 283 oprávněných voličů. V druhém kole prezidentských voleb v roce 2018 první místo obsadil Miloš Zeman (124 hlasů) a druhé místo obsadil Jiří Drahoš (81 hlasů). Volební účast byla 73,84 %, tj. 206 ze 279 oprávněných voličů.
V prvním kole prezidentských voleb v roce 2023 první místo obsadil Andrej Babiš (79 hlasů), druhé místo obsadil Petr Pavel (64 hlasů) a třetí místo obsadila Danuše Nerudová (30 hlasů). Volební účast byla 71,82 %, tj. 209 ze 291 oprávněných voličů. V druhém kole prezidentských voleb v roce 2023 první místo obsadil Petr Pavel (118 hlasů) a druhé místo obsadil Andrej Babiš (91 hlasů). Volební účast byla 73,59 %, tj. 209 ze 284 oprávněných voličů.

## Pamětihodnosti
- Kamennou tvrz, vybudovanou v letech 1373 až 1379, nechal postavit nejspíše Bohušek z Vanče (tehdejší majitel obce). V 16. století tvrz zpustla a po vystřídání několika majitelů připadla hrabatům z Fürstenberka. Jako pustá se uvádí již v roce 1561. Hrabata z Fürstenberka ji v roce 1690 prodali rodině Tůmových, která ji opravila a přizpůsobila k bydlení a obývá ji i dnes.[36]
- Kaplička uprostřed obce byla postavena v 18. století a je zasvěcena svatému Janu Nepomuckému. Stojí u ní nejstarší náramečský kříž z kamene vystavěný v roce 1840. Od roku 1998 je zde také nová čekárna pro zastávku autobusů.[37]
- Pomník padlým byl odhalen při slavnosti roku 1920. Je zasvěcený šestnácti náramečským vojínům padlým za první světové války. Nejdříve se nacházel před budovou školy, poté byl v roce 1977 přemístěn do parčíku na návsi.[37]
- Na rybníku Gbel v obci jsou vyřezávané dřevěné figury, jejich autorem je občan Náramče Marian Trojan[15]

## Osobnosti
- Miloš Chmelíček (1924–2020), český gynekolog
- Růžena Jelínková (1917–2009), operní pěvkyně a herečka
- Karel Komínek (1895–?), legionář
- Aleš Křeček (* 1971), profesionální fotbalový trenér
- Jaroslav Nováček (* 1926), architekt
- Jitka Boho (* 1991), modelka, Miss ČR
- Karel Zahrádka (1915–2009)

## Galerie obce

Nárameč
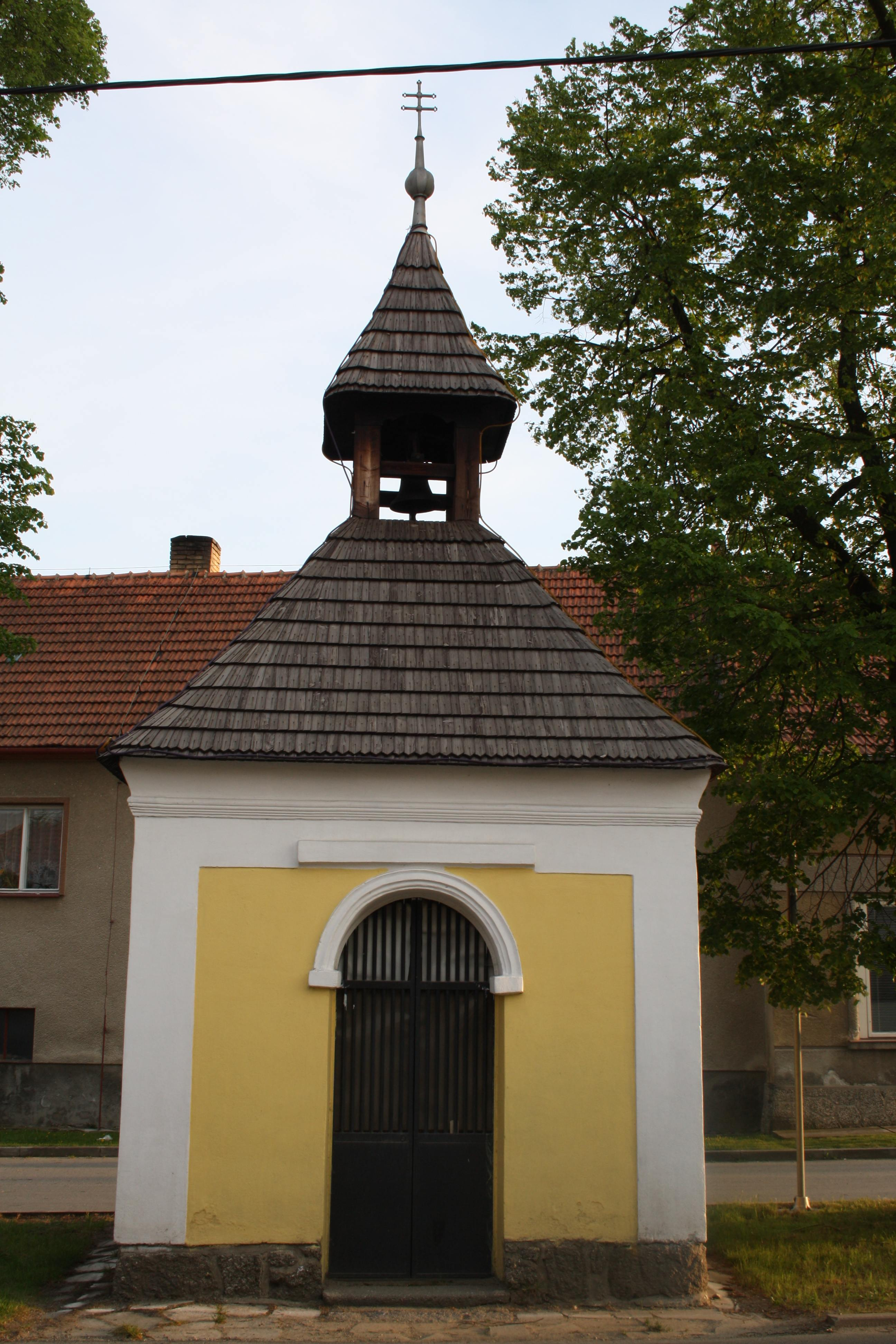
Kaple v obci
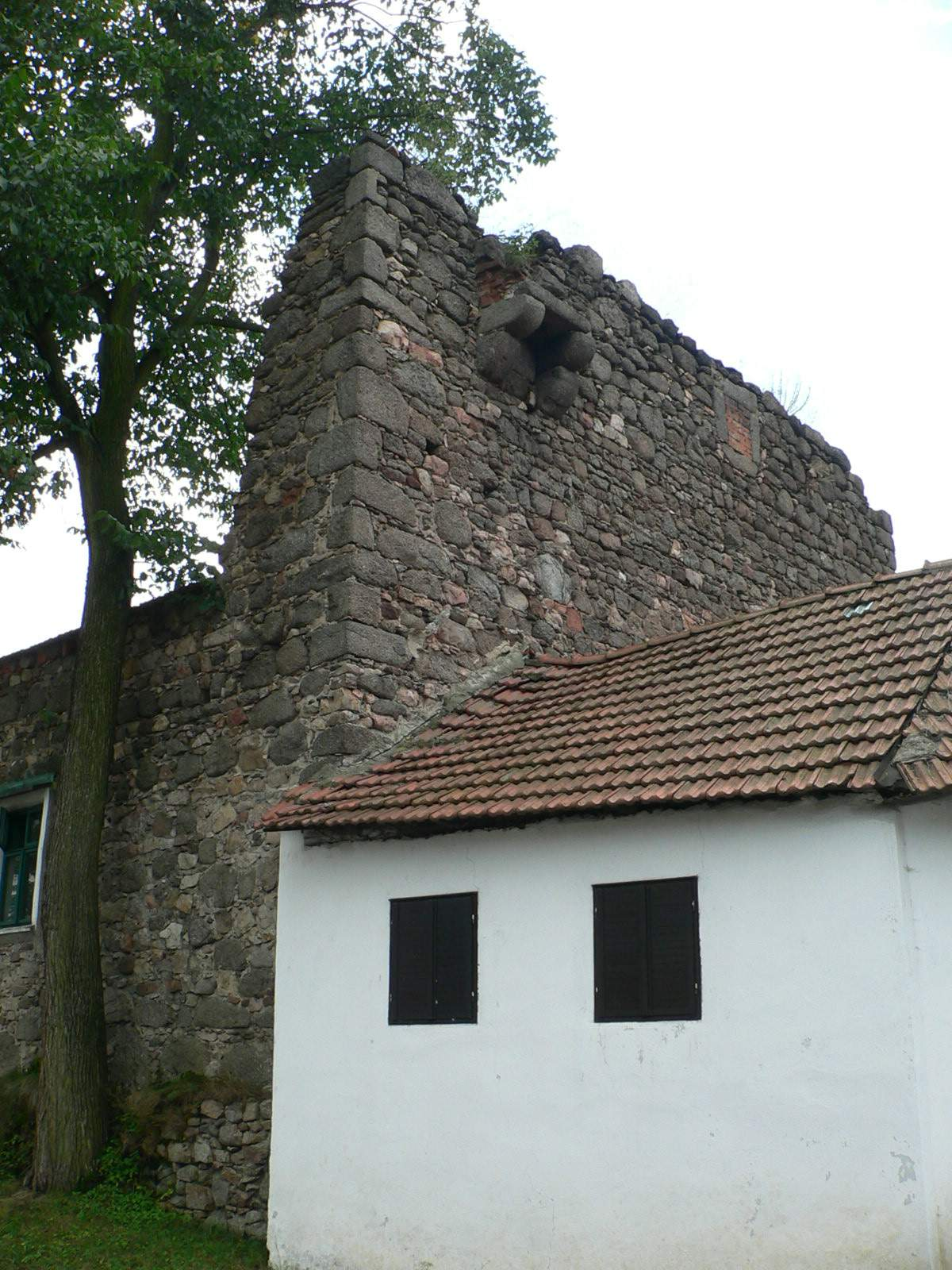
Tvrz
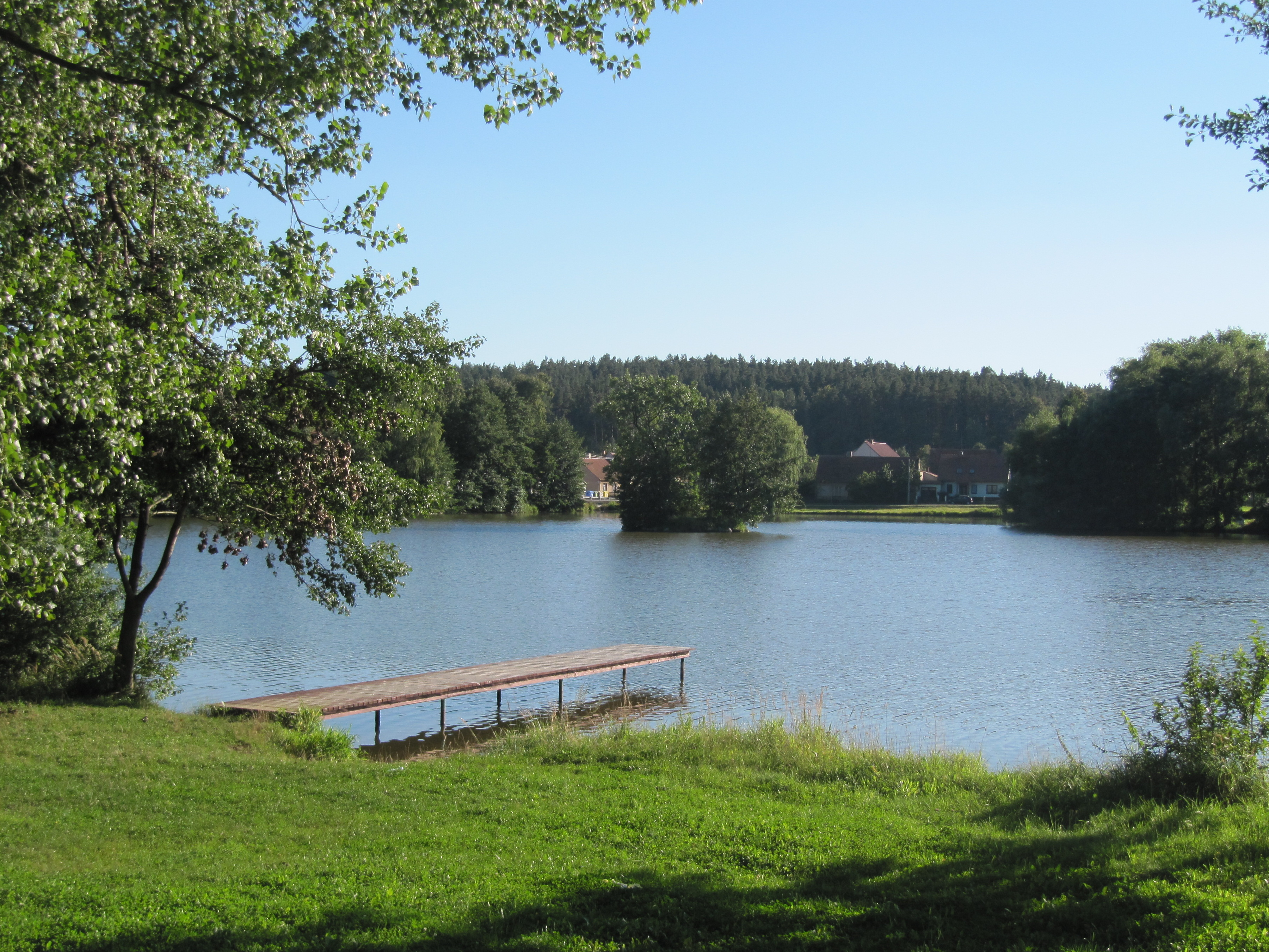
Rybník
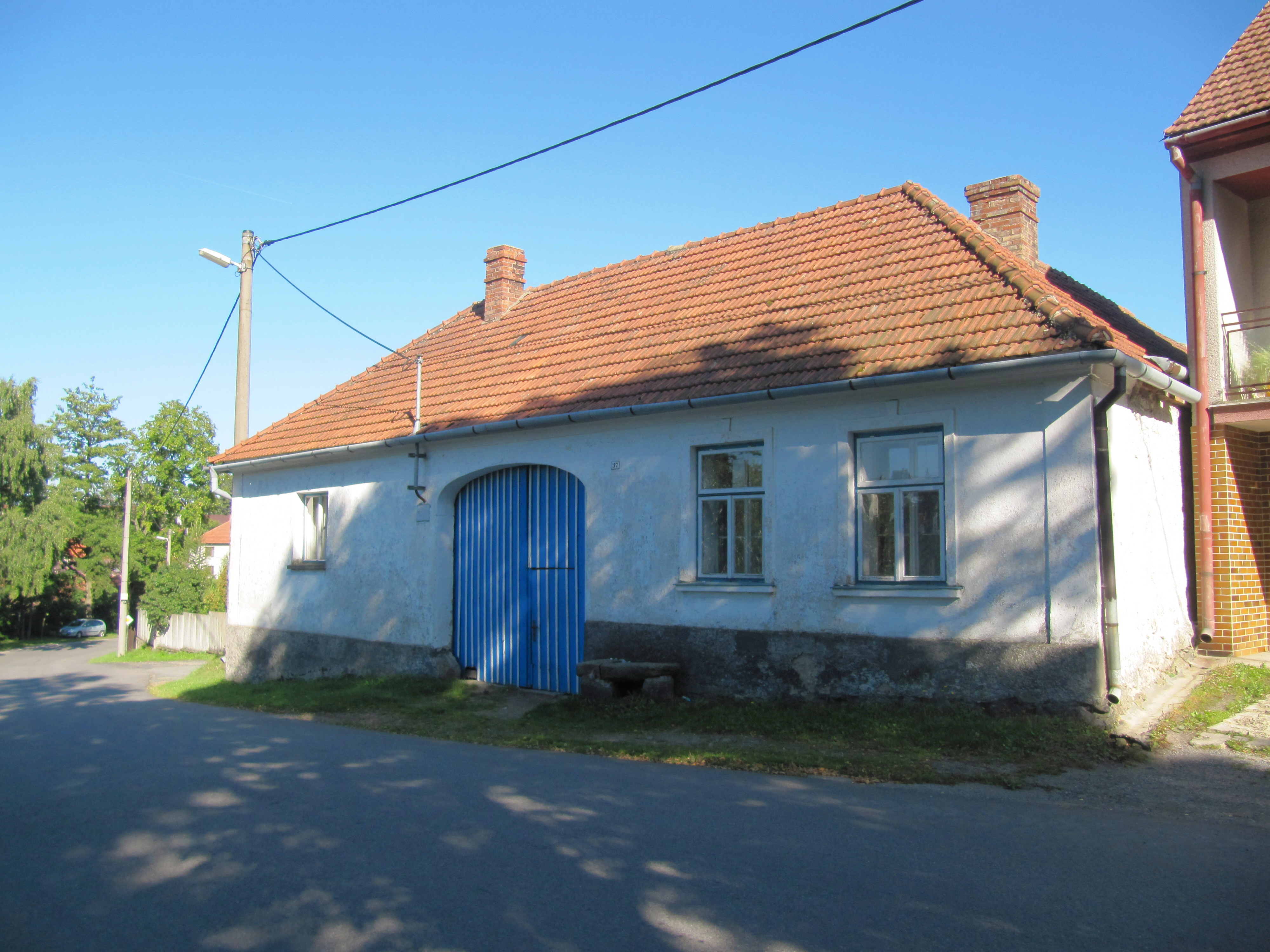
Stavení čp. 37
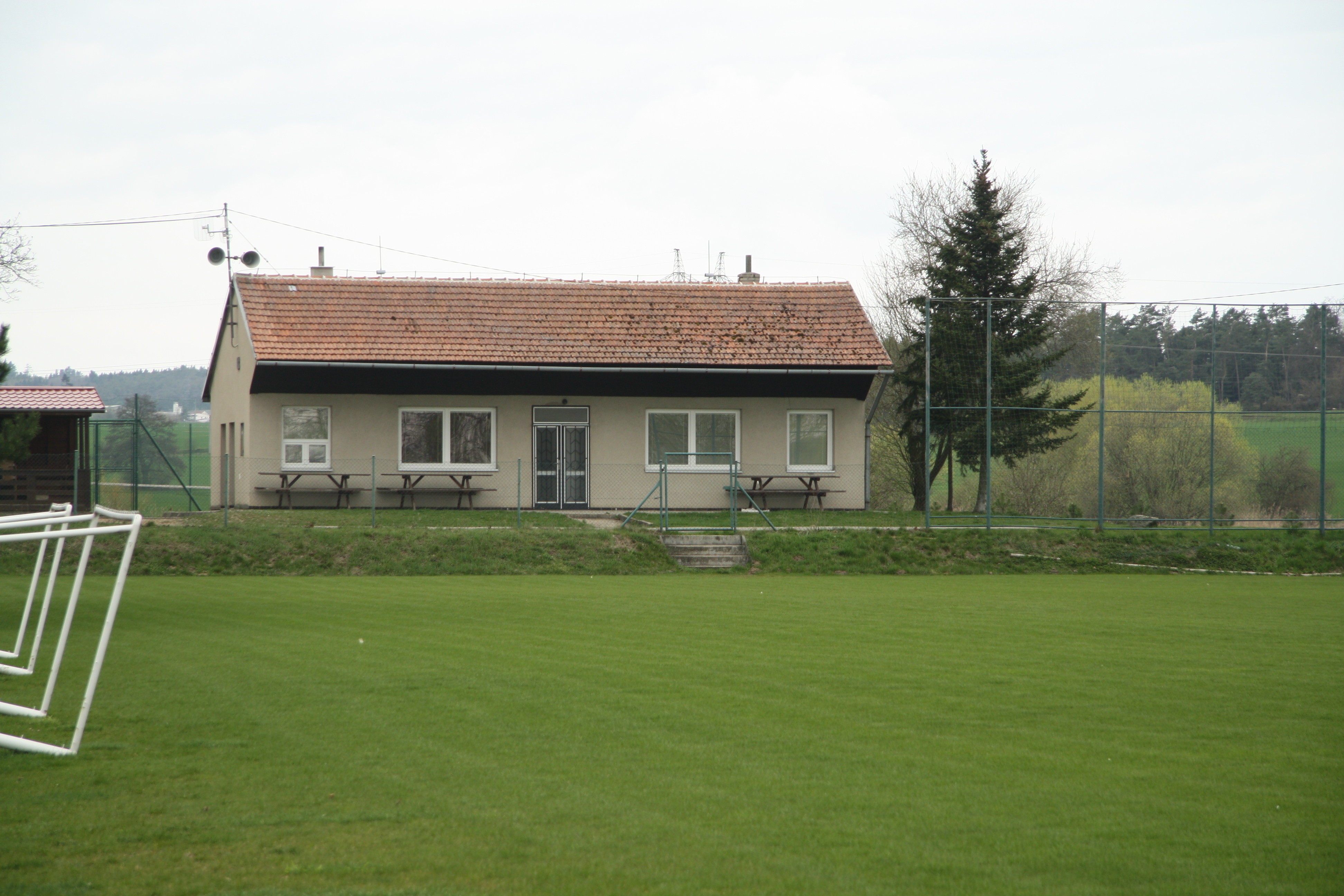
Fotbalové hřiště